# OK!
OK! ist ein Hip-Hop-Lied der Produzentin Melbeatz, auf dem die Rapper Kool Savas und Samy Deluxe vertreten sind. Das am 26. April 2004 erschienene Lied war zudem die einzige Single-Auskopplung aus ihrem Album Rapper’s Delight. Es erreichte Platz 25 der Single-Charts, in denen es sich insgesamt sieben Wochen lang halten konnte.

## Entstehung
Auf OK brachte Melbeatz Kool Savas und Samy Deluxe zusammen. Hintergrund dieser Entscheidung war, dass längere Zeit Gerüchte kursierten, dass die beiden Rapper miteinander verfeindet seien. Demnach verfolgte sie das Ziel, genau diese Vermutungen zu widerlegen. Ursache für die Gerüchte waren, dass Kool Savas in der Vergangenheit diverse Hamburger Hip-Hop-Formationen kritisiert hatte, weil diese seiner Meinung nach zu viel Spaß-Hip-Hop populär machten.

## Musik
Im Gegensatz zu den meisten anderen Songs hat Melbeatz bei OK die Musik selbst eingespielt. Prägend für das Stück sind afrikanische Trommeln, die mit einem club- und technolastigen Synthiriff kombiniert werden. Im Kontrast dazu lautet eine Textzeile von Kool Savas:

„Ich kann eure Scheiße leider nicht hören, wie Jungle und Techno“

## Text
Im Liedtext selber präsentieren sich Kool Savas und Samy Deluxe als eine Art unschlagbares Traumduo und werfen einem nicht genannten Publikum vor, keine Begabung im Rappen zu haben:

„Es geht nur noch um uns zwei / Ihr kommt nicht an uns vorbei / Ihr könnt denken, ihr habt’s drauf / Denken ja, ich schaff’ es auch / Hoffen, dass es sich verkauft / Es ist ok […] Ihr seid leider nicht wie er, leider nicht wie ich, seid leider nicht so cool, leider nicht deluxe / Alle Wir haben viel, viel mehr, ihr kommt nie hierher, das ist das Level, auf dem ihr gern wärt“

Die letzten Zeilen („Es heißt, wir hätten Beef, begreift, dass das alles nur Scheiße ist“) werden von Samy Deluxe mit der Melodie von Aaliyahs Song „Try Again“ aus dem Jahr 2000 gesungen.

## Video
Im Videoclip ist zu sehen, wie Melbeatz zusammen mit Kool Savas und Samy Deluxe bei Nacht durch die Straßen schlendert, zwischendurch werden immer wieder Szenen gezeigt, bei denen Melbeatz die beiden Rapper in einem Jeep durch die Gegend chauffiert.